# Gioele Moretti
Gioele Moretti (Borgo Maggiore, 2 novembre 1993) è un cestista sammarinese.